# Distretto di Goa Nord
Goa Nord è un distretto dell'India di 758 573 abitanti, che ha come capoluogo Panaji.